# Vici.org
Vici.org er et arkæologisk onlineatlas over den klassiske oldtid. Det er et fællesskabsdrevet arkæologisk kort, inspireret af og modelleret efter Wikipedia. Ligesom Wikipedia er alt skriftligt indhold tilgængeligt til genbrug under Creative Commons Attribution-ShareAlike-licensen. 